# Noël Olivier

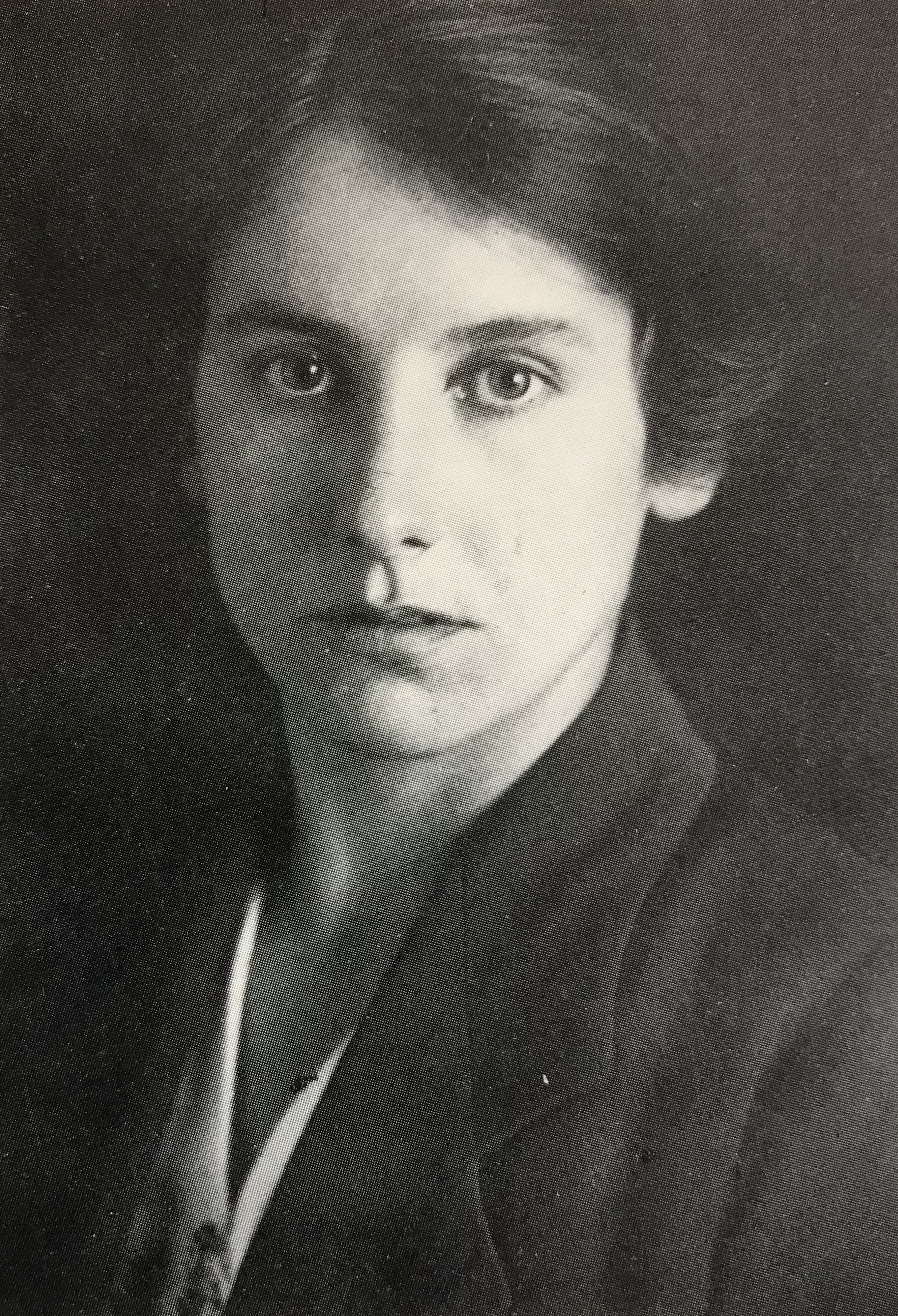
Noël Olivier år 1920, som nybliven läkare.

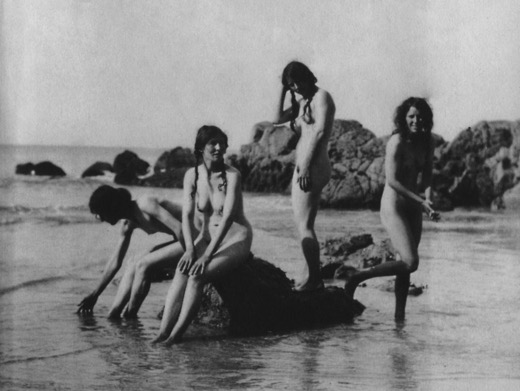
”The Olivier Sisters” lät sig år 1914 avfotograferas på en strand i Cornwall, då en mycket radikal handling.

Noël Olivier, född 25 december 1892, död i april 1969, var en läkare, kirurg och medicine doktor. Hon är känd från litteraturhistorien för sin relation till Bloomsburygruppen och Rupert Brooke samt för att ha haft betydelse i tidig feminism genom roll i ”The Neo-pagans” och ”The Olivier Sisters”.

## Biografi
Noël var dotter till politikern, guvernören, baronen och fabianisten sir Sydney Olivier och Margaret Cox. Hon växte upp med sina systrar Margery (1886–1974), Brynhild (1887–1935) och Daphne (1889–1950). Hon var kusin till skådespelaren Laurence Olivier (1907–1989).
Hon gick på Bedales School i Petersfield, Hampshire, i dåtiden känd som en mycket liberal och progressiv samskola med ”particular emphasis on arts, crafts and drama” och dessutom friluftsliv, fysisk fostran, ”mental as well as … bodily health”, och dagligt nakenbad.
Vid femton års ålder mötte hon poeten Rupert Brooke. Det var i maj 1907 på ett middagsparty, före ett större möte på Cambridge som Fabian Society anordnat, där hennes far var inbjuden att hålla tal. Rupert, som då tjugo år gammal blev förälskad i den blyga, intelligenta skolflickan. Han kom att skicka en mängd brev, vilket pågick fram till hans död 1915.
Vissa av Brookes tidiga dikter, exempelvis "The Hill", skrevs om och till hans första kärlek, Noël Olivier. Fram till tiden för hennes död i april 1969, vägrade hon bestämt att publicera de brev som han hade skrivit till henne.
Noël kom snabbt att tillsammans med sina systrar Bryn och Daphne bli del den krets kring Rupert Brooke, som Virginia Woolf kallade The Neo-Pagans, liksom kretsen kring John Maynard Keynes.
Hon avlade examen som läkare (Bachelor of Surgery) och som Doctor of Medicine (MD) och registrerades som Member of the Royal College of Physicians, (MRCP) och the Royal College of Surgeons (MRCS).
År 1927 publicerade hon en studie om barnsjukdomar vid Victoria Hospital for Children, med titeln "A Case of Acute Lymphatic Leukæmia".
Hon gifte sig 21 december 1920 med läkaren och kirurgen William Arthur Richards. och mellan åren 1924 och 1940 fick de fem barn: Benedict, Angela (later Harris), Virginia, Tazza och Julia. Angela Harris dotter Pippa Harris, utgav Noël Oliviers korrespondens med Brooke.